# Crossopteryx febrifuga
Crossopteryx es un género monotipo de plantas con flores en la familia Rubiaceae. El género aloja una única especie,  Crossopteryx febrifuga, la cual se desarrolla en las zonas tropicales y del sur de África.